# Paul la Cour
Ikke at forveksle med Poul la Cour
Paul Arvid Dornonville de la Cour (født 9. november 1902 i Rislev ved Næstved, død 20. september 1956 i Roskilde) var en dansk forfatter, oversætter og kritiker, hvis mest betydningsfulde værk var Fragmenter af en dagbog, der var en løst formuleret poetik og udkom i 1948 bl.a. i tidsskriftet Heretica, hvor de tre første kapitler blev trykt.
Han debuterede i 1922 med digtsamlingen Dagens Alter. I 1923 rejste han til Paris hvor han boede til 1930. I denne periode udgav han en række digtsamlinger med Den tredie Dag (1928) som den mest kendte. I 1930'erne var han kritiker ved tidsskriftet Tilskueren samt forlagskonsulent. Han vedblev at forfatte digtsamlinger, romaner og kunstnerbiografier. I 1940'erne blev La Cour oversætter, samtidig med at han fortsatte med at skrive digtsamlinger som Levende Vande (1946) og Mellem Bark og Ved (1950).
Digtsamlingen Efterladte Digte udkom i 1957.